# Pustý kopec u Konic
Pustý kopec u Konic je přírodní památka poblíž obce Nový Šaldorf-Sedlešovice v okrese Znojmo. Důvodem ochrany je rulový pahorek s vrcholem v nadmořské výšce 264 metrů se stepními společenstvy.